# Zrinska gora

## Općenito
Zrinska Gora je gorsko područje u Republici Hrvatskoj, u Sisačko-moslavačkoj županiji, a prostire se na preko 30.000 hektara na teritoriju između gradova Gline, Petrinje i Hrvatske Kostajnice, te općina Dvor i Donji Kukuruzari.
Zrinska gora čini jednu od prepoznatljivih prostornih cjelina Sisačko – moslavačke županije, a zahvaća glavninu njezina južnog dijela. Izgrađena je od uzvisina ili kosa od kojih su najvažnije Šamarica, Anđelina kosa, Popov gaj, Vješala, Kobiljak i Vratnik. 
Razgranat reljef Zrinske gore uključuje pobrđe Hrastovičke i Trgovske gore. Šamarica je središnji, i najveći, dio Zrinske gore, koji se, od njezina glavnog vrha (Piramida), proteže prema sjeveru i sjeveroistoku u dužini od 10-ak kilometara. Svojom visinom i smjerom pružanja dijeli Banovinu na glinsko-petrinjski i dvorski dio.
Taj veliki prostor, omeđen donjim tokom Une na istoku i jugoistoku, Savom i donjim tokom Kupe na sjeveru te suhom granicom prema Bosanskoj krajini na zapadu, danas zaobilaze svi glavni prometni pravci zbog čega je Zrinska gora i danas relativno nepoznata i izolirana.

## Etimologija
Zrinska gora je dobila naziv po srednjovjekovnoj utvrdi Zrin i staroj hrvatskoj plemićkoj obitelji Zrinski koja je od dolaska na područje današnje Zrinske gore sredinom 14 stoljeća upravljala brojnim posjedima na tom prostoru, poput Zrina(po kojem su dobili ime), Goričke, Pedlja, Kostajnice i Gvozdanskog.
Pojmovi "Zrin", "Zrinzka Planina" i "Zrinzko Polie" upisani su već u kartama Stjepana Glavača iz 1673. te Johanna Weikharda Valvasora iz 1689. godine. U oba slučaja, pojam "Zrinzka Planina" odnosi se na pounjsku stranu današnje Zrinske gore.
Pojam Zrinska gora pojavljuje se i zemljopisnim kartama Maximiliana Schimecka iz 1788. i Heinricha Kieperta iz 1870.,  u njemačkoj verziji kao Zriner Gebirge. 

## Zemljopisne karakteristike
Reljefni oblici nastali su u nedavnoj geološkoj prošlosti. Najniži dijelovi prostora prekrivaju najmlađi aluvijalni sedimenti pijesak i šljunak. Različite su debljine, a prekriveni su muljevitim i nepropusnim glinovitim tlom razne debljine. U višim predjelima Zrinske gore ima jezerskih sedimenata starijeg neogena i oligocena, a u njenim najvišim dijelovima su paleogenski konglomerati i različiti slojevi mezozojskog porijekla. Rubni dijelovi ovog dijela prostora Banovine su glinoviti tereni koji stvaraju klizišta. 

## Vegetacija
Vegetacija je u uskoj je vezi s geološkom podlogom, reljefom, klimom, te tlom. 
Područje Zrinske gore pokriveno je prostranim kompleksima šuma u državnom vlasništvu, dok se privatne šume nalaze uz naselja. Ovim područjem dominiraju tri tipa šume: bukove šume, šume hrasta kitnjaka i graba i šume hrasta kitnjaka i kestena. Preostalu površino, najvećim dijelom, čine travnjaci, livade i pašnjaci. 

## Fauna
U dosadašnjim istraživanjima gorskih područja, posebno Zrinske gore, zabilježena je 41 vrsta sisavaca, vjerojatno nešto više od 2/3 ukupnog broja vrsta. Fauna je tipična srednjoeuropska. Zakonom strogo zaštićene vrste u Hrvatskoj su sve vrste šišmiša, dvije vrste puhova, vidra i vuk, koji se nedavno vratio na ovo područje.

## Prirodna baština i zaštita prirode
Područje cijele Zrinske gore objedinjuje niz pojedinačnih lokaliteta izuzetne vrijednosti na području Dvora, Petrinje i Gline. Zrinska gora je prirodno, povijesno i geološki zanimljivo područje koje treba zaštiti (već su razvijene inicijative zaštite Zrinske gore kao regionalnog parka). Izuzev bogate flore i faune, prethodno opisane, Zrinska gora obiluje obiluje riječnim tokovima i izvorima. Prema procjenama geologa i hidrogeografa područje Banovine, posebno prostor Zrinske gore, ubraja se u tri najbogatije regije u Hrvatskoj po zalihama pitke vode. Vode Zrinske gore pripadaju poriječjima Kupe, Save i Une te pripadaju dunavskom slivu. Za ovo područje značajne su rijeke Sunja, Petrinjčica, Žirovac, Maja, i Utinja. Od 27 različitih vrsta ribe, 12 je vrsta na popisu Crvene knjige. S obzirom na očuvanost cjelokupne prirode, tekućice Zrinske gore bile bi idealan stanišni rezervat za pripadajuću ihtiofaunu. 
Zbog izuzetnih krajobraznih obilježja i kulturno-povijesnog nasljeđa prostor Zrinske gore se u prostorno-planskim dokumentima Sisačko – moslavačke županije izdvaja kao pejzažno atraktivni brdski kompleks s velikim potencijalima za razvoj turističkih i rekreativnih sadržaja, te je svrstan u kategoriju posebnih povijesno kulturnih krajolika. I u prostornim planovima pojedinih gradova i općina koji zahvaćaju Zrinsku goru, izdvojene su posebne prostorne
jedinice kao park šume, zaštićeni spomenici prirode, zaštićeni krajolici, posebni rezervati i sl.

## Kulturno-povijesna i tradicijska baština
Prvi tragovi naseljavanja na području Zrinske gore mogu se pratiti od bakrenog doba. Najstariji arheološki ostaci bakrenog doba pripadaju nositeljima kasne faze vučedolske kulture (2500. – 2000. godine prije Krista). U to je vrijeme uspostavljen i put kojim se dobavljala ruda bakra od rudnika na području Trgovske gore do obala Dunava. Dio tog puta, koji je vodio kroz Zrinsku goru, bio je kontroliran utvrdom Osječenica, izgrađenom u tu svrhu. Razdoblje starijeg željeznog doba obilježeno je pojavom tehnologije obrade novog metala - željeza (halštatska kultura). Naselja tog vremena dobro su uređena i utvrđena. Organizirana je i nova mreža putova, a na područjima bogatim sirovinama zapažen je zamjetan prirast stanovništva. Već potkraj vučedolske kulture počinje rudarska i metalurška aktivnost na prostoru Zrinske i Trgovske gore. To je razdoblje mlađeg željeznog doba koje je obilježeno dolaskom Kelta sa zapada Europe (keltsko-latenska kultura). Kelti su bili izuzetni metalurzi koji su ubrzo, svojom usavršenom obradom željeza te drugim tehnološkim inovacijama, osvojili golemi prostor Europe (zna se da su iskorištavali željeznu rudaču - limonit, te srebrnu i olovnu rudaču - galenit). Na strateški povoljnom položaju uz rijeku Kupu, na području Siska oni osnivaju jedan od svojih glavnih centara - Segesticu. Ona je bila centar uprave, trgovine i obrta. Organizirana je mreža trgovačkih putova i sustav kontrole nad cijelim područjem. U rimsko doba Sisak (Siscia) i njegova šira okolica (uključivo i prostor današnje Općine Dvor) postali jedno od najvećih metalurških središta čitava carstva s metalurškim radionicama za izradu oružja i oruđa te kovnicama novca. Područje Zrinske gore bogato je arheološkim nalazima iz razdoblja antike. Blizina Siscije utjecala je na brzo uključivanje prostora u proces romanizacije. Tome je pridonijela izgradnja mreže cesta koje su povezivale Sisciju s ostalim dijelovima carstva. Poslije propasti Rimskog Carstva metalurška djelatnost zamire da bi ponovo bila obnovljena krajem 10. st. dolaskom Sasa. U srednjovjekovnom razdoblju dolazi do otvaranja rudokopa ruda željeza, bakra i olova te pokretanja prvih talionica i kovnica novca (rudarenje se odvijalo do dolaska Turaka 1578., a nakratko je obnovljeno i nakon njihova povlačenja).
Nakon okončanja antike na ovom području, nisu poznati bilo kakvi nalazi sve do razvijenog srednjeg vijeka (13. – 14. stoljeće). Prema povijesnim izvorima, tada se u ovom kraju podižu srednjovjekovni utvrđeni gradovi (stari gradovi, burgovi) te brojne crkve. Nešto kasnije se, krajem 15. pa sve do početka 17. stoljeća, zbog turske opasnosti, grade se novi oblici utvrđenja - kašteli. Na južnim padinama Zrinske gore nalazimo ruševine srednjovjekovnih gradova Zrina i Pedlja, čija je prošlost povezana s poznatom hrvatskom vlastelinskom obitelji Zrinski.